# Borce
För andra betydelser, se Borce (olika betydelser).
Borce är en kommun i departementet Pyrénées-Atlantiques i regionen Nouvelle-Aquitaine i sydvästra Frankrike. Kommunen ligger i kantonen Accous som tillhör arrondissementet Oloron-Sainte-Marie. År 2022 hade Borce 114 invånare.

## Befolkningsutveckling
Antalet invånare i kommunen Borce
| Referens: INSEE |